# 프린세스 디지즈
프린세스 디지즈(영어: Princess Disease)는 대한민국의 인디 팝 록 밴드였으나, 현재 해체하였다. 멤버 중에서 조울은 JYP 엔터테인먼트에서 프로듀서로 활동하기도 한다.

## 음반 목록
EP
- 2012: 《Prescription》
- 2014: 《Love Letter》

싱글
- 2012: 공주는 외로워
- 2012: Lullabye
- 2013: 아이스커피
- 2014: 매력덩어리
- 2015: 철벽녀
- 2015: 내가 그래
- 2016: 쉬어도 돼
- 2016: 딸기마카롱